# 나문
나문(羅文, 중국어 간체자: 罗文, 병음: Luó Wén 뤄원[*] 광둥어: Lo4 Man4 로만, 영문명: Roman Tam)은 1945년 2월 12일(음력: 1944년 12월 30일) ~ 2002년 10월 18일)은 중화인민공화국 홍콩 특별행정구의 남성 가수, 작사가, 작곡가, 편곡가, 연극배우, 영화배우이고 한때 시인으로도 활약하였다. 본명(本名)은 탄바이셴(譚百先, 광둥어: Tam Pak-Sin, 담박신)이다.
대표곡으로는 《전정금수(前程錦繡)》, 《가변(家變)》, 《소이비도(小李飛刀)》, 《사자산하(獅子山下)》, 《친정(親情)》, 《세간시종니호(世間始終你好)》, 《기허풍우(幾許風雨)》 등이 있다.

## 생애

### 일생
나문은 중화민국 광시 성 바이써에서 출생하였다. 그의 출생일에 대해서는 1944년 12월 19일 출생설과 1945년 2월 12일(음력: 1944년 12월 30일) 출생설이 존재하며, 공식 프로필에는 1945년 2월 12일생으로 기록되어 있다.
지난날 한때 중화민국 광시 성 구이핑에서 잠시 유아기를 보낸 적이 있는 그는 1947년에 중화민국 광둥성 광저우로 이주하여 또다시 잠시 유아기를 보냈다. 1949년 홍콩에서 일시적으로 거주했다가 중화인민공화국 수립 이후 다시 광저우로 이주했다. 그는 1962년 홍콩으로 이주하기 전까지 광저우에서 성장하며 학창시절을 보냈다.
1962년 홍콩에서 은행의 견습직원으로 근무하고, 밤에는 영어 공부를 하며 주경야독의 삶을 살아갔다. 또한 동년에 친구들과 음악 밴드 T.N.T.를 구성해 음악 활동도 병행했다. 비틀즈의 팬이었던 그는 지인들과 1967년 홍콩에서 영문 팝 음악 밴드 Roman and The Four Steps을 결성하면서, 밴드의 리더 겸 보컬로 가수 데뷔하였다. 1970년 홍콩 영화 《청춘송(青春頌)》과 1979년 홍콩 영화 《가법(家法)》의 단역으로 출연하면서 영화배우로도 데뷔하였다.
그는 1974년부터 1977년까지 일본에서 활동하며 3장의 앨범을 발매했다. 일본 활동기인 1975년에는 요미우리 TV 방송에서 방영한 전일본가요선수권(全日本歌謡選手権)에서 비일본인 가수 최초로 그랜드 챔피언을 수상하며, 홍콩과 일본에서 큰 주목을 받았다.
그는 1980년대에 자신이 직접 제작한 무대극 백사전과 유의전서에서 주연배우로 활동하였고, 곤극배우, 경극배우, 천극배우와 뮤지컬배우로도 활동하였다.

### 사망
그는 2002년 10월 18일, 홍콩의 퀸 메리 병원에서 항년 57세로 병사하였다.

## 음반

### Roman and The Four Steps
| 발행 연도 | 앨범명                                             | 레이블 | 비고      |
| --------- | -------------------------------------------------- | ------ | --------- |
| 1967년    | Reflections of Charlie Brown b/w I Just Can't Wait | EMI    | 영어 앨범 |
| 1969년    | Day Dream b/w Cathy Come Home                      | EMI    | 영어 앨범 |

### 정려합창단(情侶合唱團)
| 발행 연도 | 앨범명                             | 레이블   | 비고             |
| --------- | ---------------------------------- | -------- | ---------------- |
| 1971년    | 심전하 나문 No.1(沈殿霞 羅文 No.1) | 超群唱片 | 표준 중국어 앨범 |

### 개인 음반

#### 표준 중국어, 광둥어, 영어 음반
| 발행 연도 | 앨범 이름                                                                 | 레이블              |
| --------- | ------------------------------------------------------------------------- | ------------------- |
| 1969년    | 대도가왕(大盜歌王)                                                        | 百代唱片(EMI)       |
| 1969년    | 청춘만세(青春萬歲)                                                        | 百代唱片(EMI)       |
| 1969년    | 애정적대가(愛情的代價)                                                    | 超群唱片            |
| 1969년    | 해외정가(海外情歌)                                                        | 超群唱片            |
| 1970년    | 소살성(小煞星)                                                            | 超群唱片            |
| 1977년    | 가변(家變)                                                                | 娛樂唱片            |
| 1978년    | 소이비도(小李飛刀)                                                        | 娛樂唱片            |
| 1978년    | 사망유희(死亡遊戲)                                                        | 娛樂唱片            |
| 1978년    | 강인(強人)                                                                | 娛樂唱片            |
| 1978년    | 절대쌍교(絕代雙驕)                                                        | 娛樂唱片            |
| 1979년    | 호가헌급니(好歌獻給您)                                                    | 百代唱片(EMI)       |
| 1980년    | 명검풍류(名劍風流)                                                        | 百代唱片 (EMI)      |
| 1980년    | 반망적애정(盼望的愛情)                                                    | 百代唱片 (EMI)      |
| 1980년    | 친정(親情)                                                                | 百代唱片 (EMI)      |
| 1981년    | 훼(卉)                                                                    | 百代唱片(EMI)       |
| 1981년    | 중하야/나문 EP(仲夏夜/羅文 EP)                                            | 百代唱片(EMI)       |
| 1982년    | 아적도선(我的挑選)                                                        | 百代唱片(EMI)       |
| 1983년    | 무대상(舞台上) 홍콩 1983년 1월 일본 2025년 6월 17일                       | 百代唱片(EMI)       |
| 1984년    | 애적환상(愛的幻想)                                                        | 華星唱片            |
| 1984년    | 휘휘저수(揮揮著手) 〈싱가포르에서 녹음, 제작한 앨범〉                     | 華星唱片            |
| 1985년    | Roman (파사묘 波斯貓)                                                     | 華星唱片            |
| 1985년    | 광저우연창실황(廣州演唱實況)                                              | 華星唱片            |
| 1986년    | 기허풍우(幾許風雨)                                                        | 華星唱片            |
| 1987년    | 붕우일개(朋友一個) 〈광동어판〉                                           | 華星唱片            |
| 1987년    | 문신적렵인(紋身的獵人)                                                    | 華星唱片            |
| 1988년    | 진연(塵緣) 〈광동어판〉                                                   | 華星唱片            |
| 1988년    | 붕우일개(朋友一個) 〈國語版，대만 발행〉                                  | 華星唱片／滾石唱片  |
| 1988년    | 가문(카르멘, 卡門) 〈영문 가곡 수록 앨범〉                                | 華星唱片            |
| 1988년    | 진연(塵緣) 〈國語版，대만 발행>                                           | 華星唱片／滾石唱片  |
| 1988년    | 가문(카르멘, 卡門) 〈國語版，대만 발행〉                                  | 華星唱片／滾石唱片  |
| 1988년    | 아냉오, 단아시난류(我冷傲，但我是暖流) 〈대만판：영원적절향(永遠的絕響)〉 | 華星唱片／EMI       |
| 1989년    | Just For You                                                              | 世紀唱片            |
| 1990년    | 지래적애(遲來的愛)                                                        | 世紀唱片            |
| 1991년    | 나문화어전집(羅文華語專輯)                                                | 世紀唱片／瑞華唱片  |
| 1991년    | 일생일세회념니(一生一世懷念妳)                                            | 恒星唱片            |
| 1992년    | 인생여몽(人生如夢) 〈國語版〉                                             | 千里馬唱片 〈대만〉 |
| 1993년    | 인생여몽(人生如夢) 〈國語版〉                                             | 北京文化藝術音像    |
| 1993년    | 광휘적일혈(光輝的一頁) 〈2CD〉                                            | 百代唱片(EMI)       |
| 1993년    | 희설인생(戲說人生) 〈國語版〉                                             | 千里馬唱片 〈대만〉 |
| 1993년    | 희가정진(戲假情真)                                                        | 星光唱片            |
| 1993년    | 홍진무루(紅塵無淚) 〈國語版〉                                             | 千里馬唱片 〈대만〉 |
| 1993년    | 나문금곡정선십육수(羅文金曲精選十六首)                                    | 娛樂唱片            |
| 1993년    | 시종니최호(始終你最好)                                                    | 星威唱片／星光唱片  |
| 1994년    | 나문다면체(羅文多面體)                                                    | 星威唱片／星光唱片  |
| 1994년    | 작대/격광중YEAH판(作大／激光中YEAH版)                                     | 星威唱片／星光唱片  |
| 1995년    | 애여몽(愛與夢)                                                            | BMG唱片             |
| 1996년    | 나문25주년경전금곡전집(羅文25週年經典金曲專輯) 〈보통판(普通版)〉         | BMG唱片             |
| 1996년    | 나문25주년경전금곡전집(羅文25週年經典金曲專輯) 〈호화판(豪華版)〉         | BMG唱片             |
| 1997년    | 「수도개라」수장월곡대접(「首度開鑼」首張粵曲大碟)                        | BMG唱片             |
| 1998년    | 「아라사」전집(「俄羅斯」專輯) 〈휘황작품(煇黃作品)〉                     | 飛圖唱片            |
| 1998년    | 「정계불라내사」(「情繫佛羅內斯」)                                        | 飛圖唱片            |
| 1999년    | 「아라사」창세기음악회(「俄羅斯」創世紀音樂會)                            | EEG                 |
| 2000년    | Shanghai, New York                                                        | EEG                 |
| 2000년    | 황자지성(皇者之聲) (2CD)                                                  | EEG                 |
| 2003년    | 절향(絕響)                                                                | 百代唱片(EMI)       |
| 2009년    | 일대천교(一代天驕) (3CD+1DVD)                                             | 華星、百代、華納    |

#### 일본어 음반
| 발행 연도 | 앨범명                                     | 레이블                                    | 비고              |
| --------- | ------------------------------------------ | ----------------------------------------- | ----------------- |
| 1975년    | さすらいの恋                               | Minoruphone Record (ミノルフォンレコード) | 7인치 45 rpm 앨범 |
| 1975년    | 열정(熱情)                                 | Minoruphone Record (ミノルフォンレコード) | 7인치 45 rpm 앨범 |
| 1976년    | 애수의 라스트 페이지(哀愁のラスト・ぺージ) | Minoruphone Record (ミノルフォンレコード) | 7인치 45 rpm 앨범 |

### 기타 참여 앨범
| 발행 연도 | 앨범명                                            | 레이블        | 참여 아티스트                                                                  | 비고                                                                                    |
| --------- | ------------------------------------------------- | ------------- | ------------------------------------------------------------------------------ | --------------------------------------------------------------------------------------- |
| 1969년    | 몰양심적인(沒良心的人)                            | 超群唱片      | 쌍연자매(雙燕姊妹), 나문(羅文)                                                 | 표준 중국어 음반                                                                        |
| 1969년    | 홍등, 녹등(紅燈, 綠燈)                            | 風行唱片      | 윤방령(尹芳玲), 나문(羅文), 이대위(李大緯), 묘가려(苗嘉麗)                     | 영화 오리지널 사운드 트랙 앨범 (표준 중국어 음반)                                       |
| 1969년    | 춘화(春火)                                        | 百代唱片      | 위수한(韋秀嫻), 배뢰(蓓蕾), 종령령(鍾玲玲), 나문(羅文)                         | 영화 오리지널 사운드 트랙 앨범 (표준 중국어 음반)                                       |
| 1970년    | 쌍희임문(雙喜臨門)                                | 百代唱片(EMI) | 배뢰(蓓蕾), 나문(羅文)                                                         | 영화 오리지널 사운드 트랙 앨범 (표준 중국어 음반)                                       |
| 1970년    | 청춘송(青春頌)                                    | 百代唱片(EMI) | 묘가려(苗嘉麗), 왕애명(王愛明), 소청(蘇靑), 진정(陳正), 고봉(高烽), 나문(羅文) | 영화 오리지널 사운드 트랙 앨범 (표준 중국어 음반)                                       |
| 1970년    | 호희화(胡姬花)                                    | 百代唱片(EMI) | 정정(静婷), 종령령(鍾玲玲), 나문(羅文)                                         | 영화 오리지널 사운드 트랙 앨범 (표준 중국어 음반)                                       |
| 1973년    | 연정삼천리(戀情三千里)                            | 超群唱片      | 쌍연자매(雙燕姊妹), 나문(羅文)                                                 | 영화 연정삼천리(戀情三千里, 1973) 오리지널 사운드 트랙이 포함된 앨범 (표준 중국어 음반) |
| 1976년    | 서검은구록(書劍恩仇錄)                            | 娛樂唱片      | 나문(羅文), 정소추(鄭少秋), 왕명전(汪明荃), 관국영(關菊英)                     | TVB 드라마 《서검은구록(書劍恩仇錄)》 오리지널 사운드 트랙 앨범 (광둥어 음반)           |
| 1977년    | 전정금수(前程錦繡)                                | 文志唱片      | 나문(羅文) 등                                                                  |                                                                                         |
| 1977년    | 제녀화(帝女花)                                    | 娛樂唱片      | 나문(羅文), 왕명전(汪明荃)                                                     |                                                                                         |
| 1977년    | 양산백여축영대 • 금옥노 (梁山伯與祝英台 • 金玉奴) | 娛樂唱片      | 나문(羅文), 관국영(關菊英), 석수(石修)                                         |                                                                                         |
| 1978년    | 소십일랑(蕭十一郎)                                | 娛樂唱片      | 나문(羅文), 왕명전(汪明荃)                                                     |                                                                                         |
| 1982년    | 백사전(白蛇傳)                                    | 百代唱片(EMI) | 나문(羅文), 왕명전(汪明荃), 미설(米雪) 등                                      | 무대극 백사전(白蛇傳) 앨범                                                              |
| 1983년    | 사조영웅전(射鵰英雄傳)                            | 百代唱片(EMI) | 나문(羅文), 견니(甄妮)                                                         | TVB 드라마 《사조영웅전(射鵰英雄傳)》 오리지널 사운드 트랙 앨범 (광둥어 음반)           |
| 1983년    | 사주지로(실크로드, 絲綢之路)                      | 華星唱片      | 나문(羅文), 일본 NHK 관현악단 반주                                             |                                                                                         |
| 1984년    | 유의전서(柳毅傳書)                                | 華星唱片      | 나문(羅文), 구양패산(歐陽珮珊) 등                                              | 무대극 유의전서(柳毅傳書) 앨범                                                          |

## 출연작

### 영화
| 연도   | 작품명                                       | 역할           | 비고        |
| ------ | -------------------------------------------- | -------------- | ----------- |
| 1970년 | 청춘송(青春頌)                               |                |             |
| 1979년 | 가법(家法)                                   | 가수           | 카메오 출연 |
| 1982년 | 팔채임아진(八彩林亞珍)                       | 나문(羅文)     | 카메오 출연 |
| 1992년 | 고별자금성(中國最後一個太監第二章告別紫禁城) | 소덕장(小德張) | 주연        |
| 1996년 | 도성불패(運財智叻星)                         | 경찰관         | 카메오 출연 |

### 무대극
| 연도   | 작품명             | 비고 |
| ------ | ------------------ | ---- |
| 1982년 | 백사전(白蛇傳)     |      |
| 1984년 | 유의전서(柳毅傳書) |      |

### TV 드라마
| 연도   | 작품명               | 비고                 |
| ------ | -------------------- | -------------------- |
| 1994년 | 아Sir조신(阿Sir早晨) | 카메오 출연, 나문 역 |
| 1995년 | 도마단(刀馬旦)       |                      |